# Jan Víšek (architekt)
Jan Víšek (13. května 1890, Božejovice – 6. června 1966, Brno) byl český architekt.

## Život a tvorba

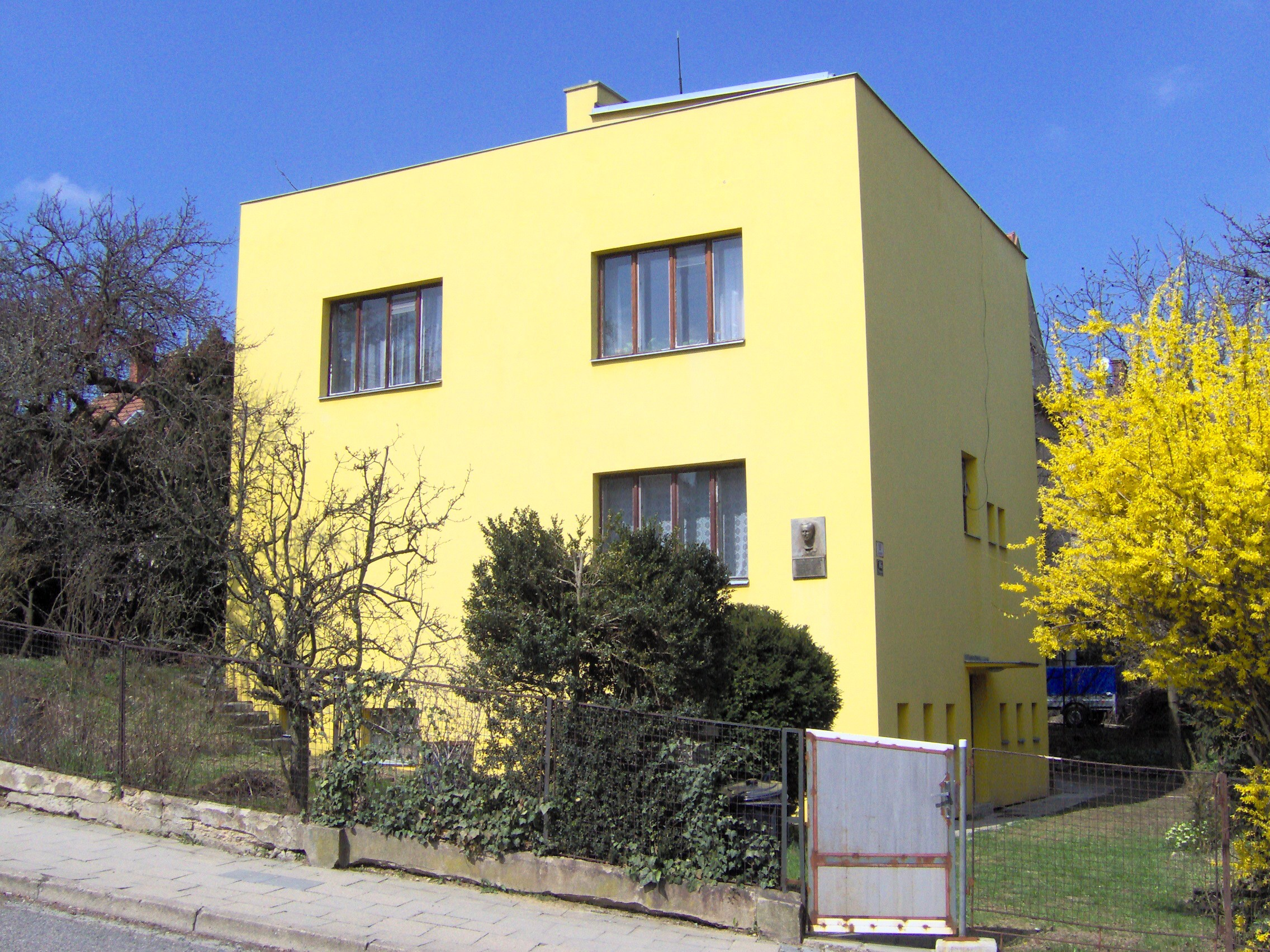
Kudelův rodinný dům, jedna z Víškových staveb

V letech 1910–1914 studoval ČVUT v Praze. Po skončení první světové války dokončil studium na ČVUT, kde pak působil jako asistent do roku 1923. Poté odešel do Brna, kde nastoupil do projekční kanceláře pro výstavbu Masarykovy univerzity v Brně. V roce 1926 v Brně otevřel vlastní projekční kancelář, kterou provozoval do roku 1949. V letech 1946–1948 rovněž přednášel na ČVUT v Praze. Po změně režimu v Československu však již nemohl dále učit. Stal se zaměstnancem Stavoprojektu v Brně, kde pracoval do roku 1958. Po odchodu do penze ještě působil jako externí spolupracovník při výstavbě Janáčkova divadla v Brně.
Jan Víšek byl významným představitelem brněnské funkcionalistické školy. Mezi jeho nejvýznamnější realizované projekty patří např. budova Janáčkova divadla v Brně, Husův sbor církve československé v Brně, obchodní a bytový dům Luxor v Bratislavě, Kudelův rodinný dům a Šilhanovo sanatorium v Brně.

## Galerie

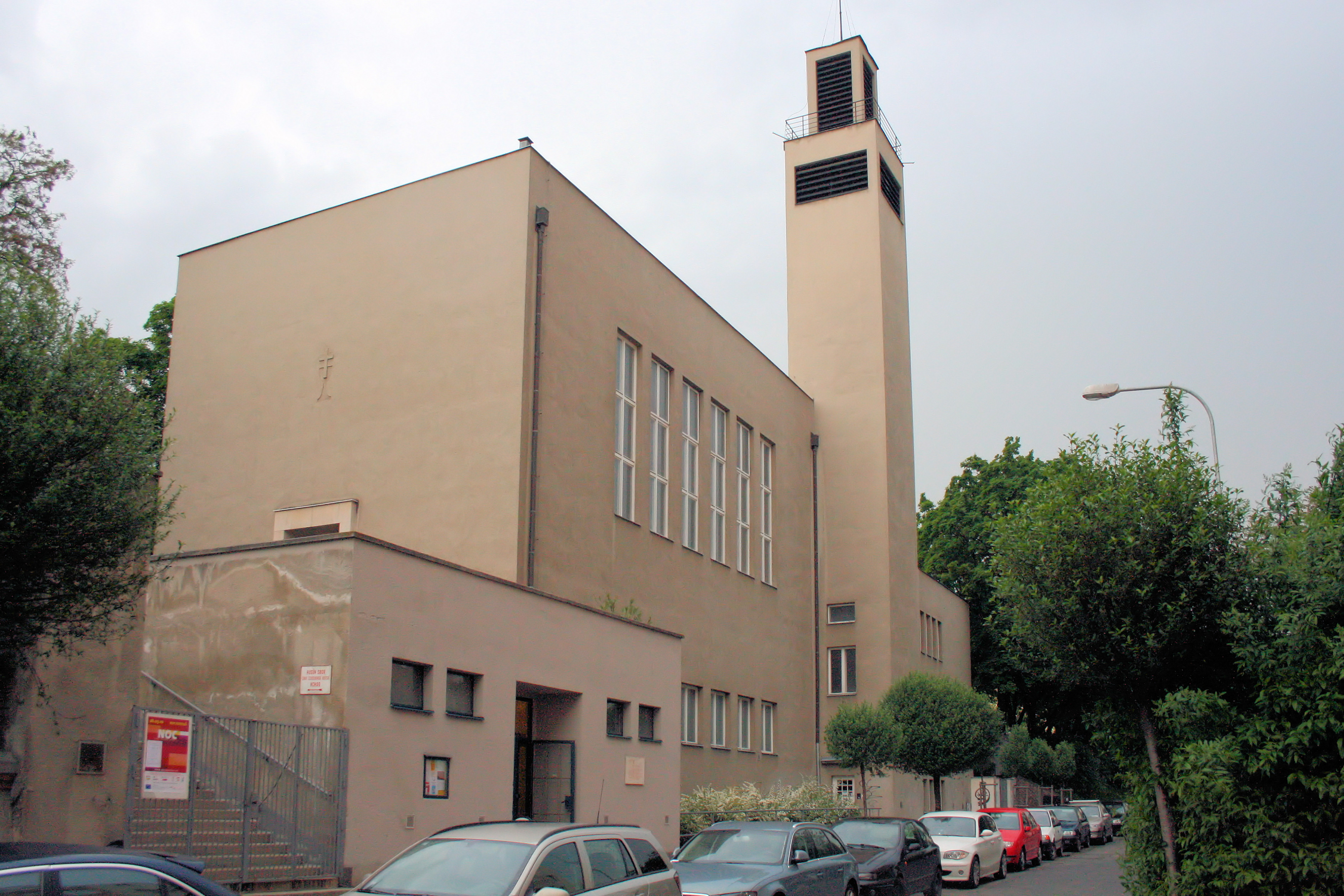
Kostel Československé církve husitské v Brně, Botanická 1.
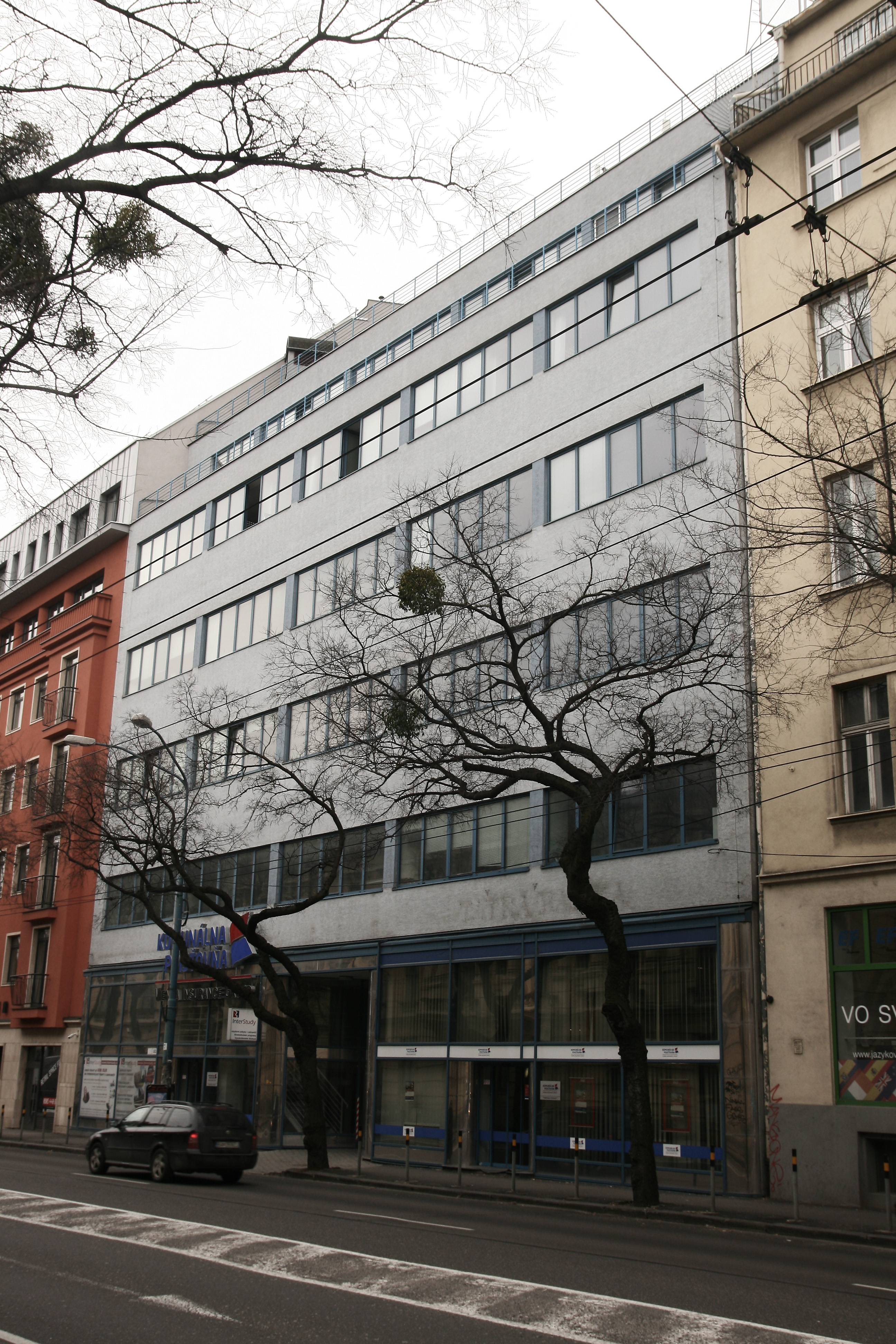
Pobočky spojených UP závodů v Bratislavě. Funkcionalistická budova z roku 1929, architekt Jan Víšek.